# Nikołaj Zwieriew

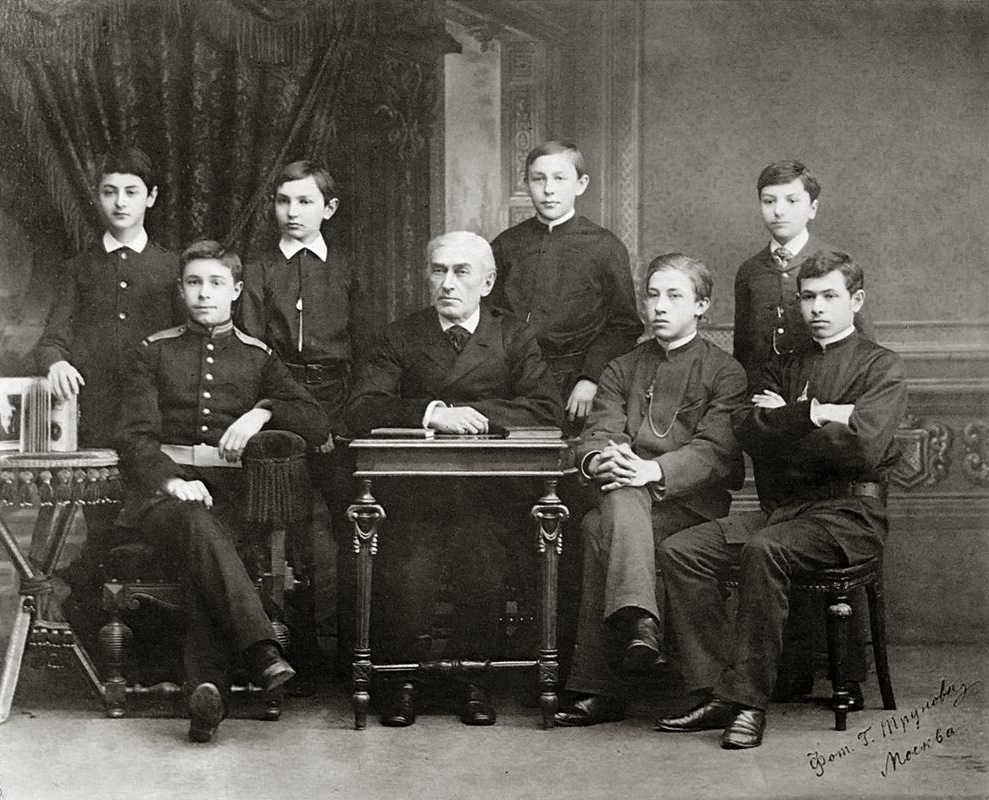
Nikołaj Zwieriew ze swoimi studentami, koniec lat osiemdziesiątych:
Od lewej do prawej: Siemion Samuelson, Aleksandr Skriabin, Leonid Maksimow, Nikołaj Zwieriew, Siergiej Rachmaninow, Aleksander Czerniajew, Fiodor Könemann i Matwiej Presman

Nikołaj Siergiejewicz Zwieriew (ros. Николай Сергеевич Зверев; ur. 13 marca?/25 marca 1833 w Wołokołamsku, zm. 30 września?/12 października 1893 w Moskwie) – rosyjski pianista i pedagog.
Znany za sprawą swoich uczniów, którymi byli m.in. Milij Bałakiriew, Konstantin Igumnow, Aleksandr Siloti, Aleksandr Goldenweiser, Matwiej Pressman, Leonid Maksimow, Siergiej Rachmaninow i Aleksandr Skriabin.